# Initiative populaire « pour un impôt sur les gains en capital »
L'initiative populaire « pour un impôt sur les gains en capital », est une initiative populaire fédérale suisse, rejetée par le peuple le 2 décembre 2001.

## Contenu
L'initiative demande la modification de l'article 41ter de la Constitution fédérale pour créer un impôt de 20 % au moins sur les gains en capital, déduction faite des pertes en capital subies lors de l'exercice fiscal précédent.
Le texte complet de l'initiative peut être consulté sur le site de la Chancellerie fédérale.

## Déroulement

### Contexte historique
Entre 1996 et 1997, plusieurs voix se sont fait entendre pour critiquer le système d'imposition fédéral, en particulier à la suite de la révélation par la presse de grandes fortunes détenues par des personnes exonérées d'impôts dans un cadre économique et social difficile ; en accord avec ces interrogations, plusieurs interventions sont déposées au Parlement fédéral pour revoir ou améliorer le système fiscal. En réponse, le Conseil fédéral nomme une commission chargée d'examiner le système d'imposition direct fédéral et d'en relever les lacunes ; le rapport de cette commission, rendu public le 8 juillet 1998, pointe en particulier l'exonération fiscale des gains en capital sur la fortune mobilière privée.
Des mesures sont alors prévues à ce sujet, en particulier par une réforme de l'imposition des sociétés adoptée en 1997, ainsi que par les « lignes directrices des finances fédérales 1999 » qui, tout en rejetant l'impôt sur les gains en capital tel que proposé par les initiants, propose d'étudier la possibilité de créer un l'impôt sur les gains de participation. Dans ce but, une nouvelle commission d'experts intitulée « Imposition des sociétés indépendante de leur forme juridique » est créée à la fin de l'année 2000 pour élaborer différentes solutions.
Entre-temps, l'Union syndicale suisse lance cette initiative sur le constat selon lequel, entre 1991 et 1997, la valeur totale des actions suisses cotées en bourse aurait augmenté de 600 milliards de francs, dont la moitié uniquement pendant cette dernière année et que les gains réalisés lors des ventes de ces actions par des particuliers n'ont pas été soumis à l'impôt.

### Récolte des signatures et dépôt de l'initiative
La récolte des 100 000 signatures nécessaires débute le 5 mai 1998. Le 5 novembre de l'année suivante, l'initiative est déposée à la Chancellerie fédérale, qui constate son aboutissement le 9 décembre.

### Discussions et recommandations des autorités
Le Parlement et le Conseil fédéral recommandent le rejet de l'initiative. Dans son rapport aux Chambres fédérales, le gouvernement rappelle que la Confédération a déjà, sur le plan constitutionnel, le droit de créer un impôt sur la fortune mobilière et immobilière et que la décision selon laquelle les gains en capital sont exemptés de l'impôt fédéral direct a été prise pour des raisons d'harmonisation fiscale ; il est donc inutile, selon lui, d'inscrire explicitement cette taxation dans la constitution.
De plus, toujours selon le Conseil fédéral, le nouvel impôt demandé par l'initiative ferait directement concurrence à l’impôt sur la fortune, dont le rendement est plus élevé que les gains espérés avec la nouvelle taxe. Enfin, les difficultés administratives requises pour tenir à jour l'historique de chaque papier-valeur afin d'estimer la perte où le bénéfice réalise lors de sa vente ont poussé les quelques cantons qui avaient mis en place ce type d'impôt à y renoncer.
Les recommandations de vote des partis politiques sont les suivantes : 
| Parti politique              | Recommandation |
| ---------------------------- | -------------- |
| Parti chrétien-social        | oui            |
| Parti démocrate-chrétien     | non            |
| Parti évangélique            | oui            |
| Parti libéral                | non            |
| Parti de la liberté          | non            |
| Parti radical-démocratique   | non            |
| Parti socialiste             | oui            |
| Union démocratique du centre | non            |
| Les Verts                    | oui            |

### Votation
Soumise à votation le 2 décembre 2001, l'initiative est refusée par l'ensemble des 20 6/2 cantons et par 56,9 % des suffrages exprimés. Le tableau ci-dessous détaille les résultats par canton :

## Effet
Après le rejet de l'initiative, la commission d'experts pour une imposition neutre des entreprises quant à la forme (ERU) poursuit ses travaux pour rendre son rapport le 12 juillet 2001. Se fondant sur ces recommandations, le gouvernement élabore une nouvelle loi dite « loi sur la réforme de l'imposition des entreprises II » qui est adoptée par le Parlement le 23 mars 2007 et, à la suite du dépôt d'un référendum, par le peuple le 24 février 2008, supprimant ainsi partiellement la double imposition des revenus liés à la participation à des entreprises ainsi que la charge fiscale sur le capital des entreprises.